# Tal Ben-Háim
Tal Ben-Háim (héber betűkkel טל בן-חיים, izraeli angol átírással Tal Ben-Haim, Risón Lecijón, 1982. március 31. –) izraeli válogatott labdarúgó. Jelenleg a Bétár Jerusálajim védője.

## Pályafutása
Tal Ben-Háim 1998-ban, 16 évesen került a Makkabi Tel-Aviv tartalékcsapatába. Csak később került be a felnőttek közé. 2000-től 2002-ig szolgált az izraeli seregben. A hadsereg után kulcsember lett a csapatban, fontos szerepe volt a 2003-as bajnoki cím elhódításában is.
Ekkor figyelt fel rá az angol Bolton Wanderers edzője, Sam Allardyce. 2004 nyarán le is igazolták az izraeli védőt 150 000 fontért, aki három és fél éves szerződést írt alá a klubnál.

### Manchester City
Ben-Háim 2008. július 30-án csatlakozott a Manchester Cityhez 5 millió font körüli összegért, így ő lett az új menedzser, Mark Hughes második igazolása. A 26-os számú mezt kapta, amit korábban Matthew Mills viselt. Átigazolása után Ben-Háim azt nyilatkozta: "A legjobb formámat fogom hozni a Citynél, és minden mérkőzésbe beleadom a szívemet. Remélem, hogy jó dolgokat fogunk véghezvinni ebben a szezonban. Alig várom, hogy elkezdjem itt a szezont." Ben-Haim az UEFA-kupa selejtezőjében debütált az EB/Streymur ellen az Oakwell Stadionban 2008. július 31-én.

### Sunderland
2009. február 1-jén a Sunderlandhez került kölcsönbe a 2008–09-es szezon végéig. Február 21-én debütált a csapatban idegenben az Arsenal ellen. Hazai pályán, a Stadium of Light-ban első mérkőzését a Tottenham Hotspur ellen játszotta március 7-én.

### Portsmouth
2009. augusztus 31-én Ben-Haim a Portsmouth játékosa lett, a csapatnál 4 éves szerződést írt alá.

## Válogatott
Ben-Háim 2002 óta az izraeli válogatott tagja.

## Sikerei, díjai
- Ligat háAl győztes:
  - 2002–03
- Community Shield ezüstérmes:
  - 2007
- Premier League ezüstérmes:
  - 2007–08
- Angol Ligakupa ezüstérmes:
  - 2007–08
- Bajnokok Ligája ezüstérmes:
  - 2007–08

## Külső hivatkozások
- Ben-Háim profilja a West Ham United oldalán
- Tal Ben-Háim pályafutásának statisztikái a Soccerbase oldalon (angolul)

- Profil Goal.com

| Előző Josszí Benájún | Izraeli labdarúgó-válogatott csapatkapitány 2014–2016 | Következő Eran Zahavi |